# Paul Waligora
Paul Waligora (* 16. August 1907 in Düsseldorf; † 15. August 1968 in Salzwedel) war ein deutscher Maler und Grafiker.

## Leben und Werk
Waligora wuchs in Köln auf. Sein Vater war Schlossermeister. Dessen Wunsch war, dass der Sohn ein Ingenieurstudium macht. Kurz bevor Waligora das Abitur erhielt, verunglückte sein Vater tödlich. Damit war der Studienwunsch aus materiellen Gründen nicht mehr zu erfüllen, und Waligora machte eine Schlosserlehre. Von 1929 bis 1939 besuchte er die Malklasse von Richard Seewald an den Kölner Werkkunstschulen. Zu seinen Studienkollegen gehörte u. a. Rudi Rhein (1897–1970), Wolfgang Schulte und Kurt Wegner.
Danach arbeitete er in Köln als freischaffender Künstler. Ab 1938 war er in Köln Telegrafist und Fahrdienstleiter bei der Deutschen Reichsbahn. 1943 wurde seine Wohnung in Köln ausgebombt. Seine Frau floh daraufhin in die Eifel. 1945 zog Waligora nach Salzwedel. Er arbeitete als freischaffender Künstler und war dort maßgeblich am Aufbau des späteren Verbands Bildender Künstler beteiligt. Er trat auch der SED bei.
Von 1951 bis 1956 war Waligora Leiter des Freilichtmuseums Diesdorf. Daneben arbeitete er weiter künstlerisch, wobei er eine Anzahl von Auftragsarbeiten ausführte. Ab 1956 leitete er einen Zirkel für Bildnerisches Volksschaffen.
Bilder Waligoras befinden sich u. a. im Johann-Friedrich-Danneil-Museum Salzwedel.

## Werke (Auswahl)

### Architekturbezogene Werke
- Wandbild in der Maschinen-Ausleihstation (MAS) Langenapel (1951; mit Heinz-Werner Krogel, * 1918; † 1973)
- Wandbild im Altersheim Salzwedel (1951/1952; mit Heinz-Werner Krogel)

### Gemäldekopie
- Jenny von Westphalen im grünen Kleid (anonym; Öl auf Leinwand, 96 × 59 cm; nach dem Original von 1836 im Deutschen Historischen Museum Berlin; 1964; Johann-Friedrich-Danneil-Museum Salzwedel)[1]

## Ausstellungen
- 1946 in Magdeburg, Magdeburger Museen („Ausstellung der bildenden Künstler des Bezirks Magdeburg“; Teilnahme mit der Zeichnung Alte Häuser)
- 1967: Magdeburg (Einzelausstellung)

### Postume Ausstellungen
- 2007: Salzwedel („Arbeiten von Waligora und Siegfried Jagenholz aus dem Bestand des Danneil-Museums“)

## Weblink
- https://www.buchkunst-usedom.de/store/p5375/Paul_Waligora..html